# Charles Monteiro
Pour les articles homonymes, voir Monteiro (homonymie).
Charles Monteiro, né le 25 mai 1994 à São Tomé à Sao Tomé-et-Principe, est un footballeur international santoméen. Il évolue au poste de défenseur.

## Biographie

### En club
Né à São Tomé, Monteiro commence son activité professionnelle avec le club portugais Sport Grupo Sacavenense.

### En équipe nationale
Il reçoit sa première sélection avec l'équipe de Sao Tomé-et-Principe le 4 juin 2016, contre le Cap-Vert (défaite 1-2). Il s'agit d'une rencontre entrant dans le cadre des éliminatoires de la Coupe d'Afrique des nations 2017.